# Eudicrana araucariae
Eudicrana araucariae är en tvåvingeart som beskrevs av Loïc Matile 1991. Eudicrana araucariae ingår i släktet Eudicrana och familjen svampmyggor.
Artens utbredningsområde är Nya Kaledonien. Inga underarter finns listade i Catalogue of Life.